# Jacek Rylski
Jacek Paweł Rylski (ur. 22 grudnia 1956 w Warszawie) – polski wioślarz-strenik, olimpijczyk z Monachium 1972.
Dwukrotny mistrz Polski w konkurencji dwójek ze sternikiem (lata 1971-1972).
Uczestnik mistrzostw Europy w roku 1971 w Kopenhadze, podczas których zajął 5. miejsce w dwójce ze sternikiem (partnerami byli: Wojciech Repsz, Wiesław Długosz.
Na igrzyskach olimpijskich w Monachium w 1972 roku wystartował w dwójce ze sternikiem (partnerami byli: Wojciech Repsz i Wiesław Długosz) zajmując 6. miejsce.
Reprezentował MKS SWOS Warszawa, a następnie AZS-AWF Warszawa.